# Hiantopora aequicornua
Hiantopora aequicornua är en mossdjursart som beskrevs av Tilbrook 2006. Hiantopora aequicornua ingår i släktet Hiantopora och familjen Hiantoporidae. Inga underarter finns listade i Catalogue of Life.